# كسوف الشمس 20 مارس 2015

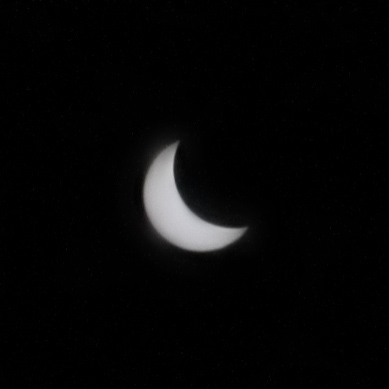
الكسوف في مدينة برلين في الساعة 10 و28 دقيقة.

كسوف الشمس 20 مارس 2015 وقع يوم الجمعة 20 مارس 2015. وحدث كسوف الشمس الكامل عندما مر القمر بين الأرض والشمس في وقت كانت فيه الأجرام الثلاثة مصطفة في خط مستقيم.
كانت أطول مدة للكسوف الكلي قرابة 2 دقيقة و47 ثانية قبالة سواحل جزر فارو، والأماكن المأهولة الوحيدة التي يمكن الوصول إليها عن طريق السفر من أجل مشاهدة الكسوف الكلي هي جزر فارو وسفالبارد.
استمرت عملية كسوف الشمس من بدايتها إلى نهايتها حوالي ثلاث ساعات ونصف، وسيكون كسوفاً جزئياً في مناطق شمال وجنوب شريط إيسلندا وشمال أفريقيا وشمال أوروبا وشمال آسيا. اما بالنسبة للدول العربية فكان أكثر وضوحاً في دول شمال أفريقيا وخاصة المغرب العربي.